# Бородинск (Оренбургская область)
Бородинск— село в Ташлинском районе Оренбургской области, административный центр и единственный населённый пункт Бородинского сельсовета.

## География
Располагается на расстоянии примерно 21 километр по прямой на юг-юго-восток от районного центра села Ташла.

## История
Село Бородинск было основано в 1743 году. Названо так по фамилии атамана Бородина.

## Население
| 2010 | 2012 | 2013 | 2014 | 2015 | 2016 | 2017 |
| ---- | ---- | ---- | ---- | ---- | ---- | ---- |
| 575  | ↘561 | ↘534 | ↘519 | ↗520 | ↘510 | ↘498 |
| 2018 | 2019 | 2020 | 2021 |      |      |      |
| ↘483 | ↘474 | →474 | ↘457 |      |      |      |

Постоянное население составляло 575 человек в 2010 году.